# Setodes amurensis
Setodes amurensis là một loài Trichoptera trong họ Leptoceridae. Chúng phân bố ở miền Cổ bắc.